# Norman "Chubby" Chaney
Norman Myers Chaney (18 januari 1914 - 29 mei 1936) was een Amerikaans acteur.
Chaney werd beroemd toen hij van 1929 tot en met 1931 een castlid was van Our Gang. Hierna verdween hij uit de media en groeide op als een normale jongen.
Naarmate Chaney ouder werd, kreeg hij een serieus gewichtsprobleem. In 1935 onderging hij al een operatie. Hij woog 136 kilogram en niet veel later woog hij nog maar 64 kilogram. Hierdoor werd hij ziek en stierf op 29 mei 1936.
- Gemeinsame Normdatei: 1286950554
- International Standard Name Identifier: 0000 0004 5534 0635
- Library of Congress Control Number: n2016003025
- Virtual International Authority File: 226145542604096640458
- WorldCat: E39PBJyxgxrJRxywBmCYytdPcP